# 57 Mnemosyne
57 Mnemosyne је астероид главног астероидног појаса. Приближан пречник астероида је 112,59 km,
а средња удаљеност астероида од Сунца износи 3,150 астрономских јединица (АЈ).
Инклинација (нагиб) орбите у односу на раван еклиптике је 15,200 степени, а орбитални период износи 2042,825 дана (5,592 година). Ексцентрицитет орбите астероида износи 0,117.
Апсолутна магнитуда астероида износи 7,03 а геометријски албедо 0,214.
Астероид је откривен 22. септембра 1859. године.